# Alimemazina
L'alimemazina (conosciuta anche con il nome di trimeprazina e nella fase sperimentale come RP 6549) è un composto fenotiazinico, simile alla clorpromazina.

## Farmacodinamica
Alimemazina è dotata di intensa attività antistaminica e sedativa. Il composto presenta solo una modesta azione antimuscarinica, mentre l'attività antiadrenergica è inferiore a quella della clorpromazina. Gli effetti del farmaco si instaurano con lentezza, ma tendono ad essere prolungati nel tempo similmente a quelli della prometazina.

## Farmacocinetica
A seguito di somministrazione per via orale la molecola viene rapidamente assorbita dal tratto gastrointestinale e ampiamente distribuita nei tessuti biologici. Il picco di concentrazione plasmatica (Cmax) viene raggiunto dopo circa 4 ore (Tmax) dalla somministrazione di una dose di 5 mg ed è pari a 0,0008-0,0018 µg/ml. L'emivita del farmaco si aggira intorno alle 5 ore.
L'eliminazione dall'organismo di una dose orale avviene per il 70% circa attraverso l'emuntorio renale entro 48 ore dalla assunzione sotto forma di solfossido e di glucuronide.

## Usi clinici
Alimemazina trova indicazione principalmente per il suo marcato effetto nell'alleviare il prurito nei soggetti affetti da orticaria.

Il farmaco può essere utilizzato anche in diverse altre condizioni come, ad esempio, neurodermatiti, dermatiti allergiche, dermatiti da contatto, pitiriasi rosea, dermatite eczematosa, reazioni da farmaci, prurito anale e vulvare.

Oltre che in ambito strettamente psichiatrico, per l'effetto sedativo è stato testato anche l'uso come premedicazione durante interventi endoscopici e nei soggetti con delirium tremens.

## Effetti collaterali e indesiderati
Nel corso della terapia il principale effetto avverso è costituito dalla sedazione e dalla sonnolenza.
Altri effetti collaterali che compaiono con relativa frequenza sono: vertigini, secchezza del cavo orale, reazioni allergiche cutanee, sintomi extrapiramidali. Raramente, come avviene per altre fenotiazine, si può verificare agranulocitosi.

In letteratura medica è segnalata anche la comparsa di iperpiressia e di ipertermia maligna correlata all'assunzione del farmaco, così come di ipoglicemia.

All'utilizzo come premedicazione anestetica si accompagna spesso una grave depressione respiratoria, bradicardia e ipotensione arteriosa, talvolta vomito, in particolare in età pediatrica.

## Controindicazioni
Il farmaco è controindicato nei soggetti con ipersensibilità individuale nota al principio attivo oppure ad uno qualsiasi degli eccipienti della formulazione farmaceutica.
Deve essere somministrato con cautela nei pazienti con insufficienze epatiche o con anamnesi di ulcera gastrica. Poiché il farmaco sopprime il riflesso della tosse, è rischiosa la somministrazione a pazienti affetti da insufficienza respiratoria acuta o cronica.

## Dosi terapeutiche
Nei soggetti adulti la dose abituale di farmaco è pari a 2,5 mg, somministrata per via orale, quattro volte al giorno. In alternativa si possono assumere 5 mg in capsule a rilascio ritardato ogni 12 ore.
Nei bambini dai sei mesi ai tre anni, il dosaggio standard è pari a 1,25 mg, da 1 a 3 volte al giorno. Nei bambini di almeno quattro anni di età la dose è di 2,5 mg, sempre da 1 a 3 volte al giorno, oppure 5 mg, nella forma a rilascio ritardato, una sola volta al giorno.

## Sovradosaggio
In caso di sovradosaggio volontario od accidentale la sintomatologia di presentazione può comprendere una profonda depressione del sistema nervoso centrale (SNC), temperatura corporea al di sotto di 35 °C (ipotermia), ipotensione e convulsioni. Per questo tipo di avvelenamento non esiste un antidoto specifico, e il trattamento del sovradosaggio è solo rivolto al controllo della sintomatologia e di supporto alle funzioni vitali.

## Interazioni
- Inibitori delle monoamino ossidasi (IMAO) e diuretici tiazidici: la contemporanea somministrazione con alimemazina intensifica i sintomi di tipo parkinsoniano.
- Sostanze deprimenti il sistema nervoso centrale (SNC): la co-somministrazione con la fenotiazina può comportare una esagerazione intensa dell'effetto depressivo.